# Duktus (Unternehmen)
Duktus ist eine Unternehmensgruppe, die Systeme aus duktilem Guss für den Wassertransport entwickelt, herstellt und vermarktet. Das Unternehmen geht auf die im Jahre 1731 gegründete Buderus AG zurück.
Das erste gusseiserne Rohr wurde am 18. Dezember 1901 in Wetzlar in einem neu errichteten Gießereibetrieb, der Sophienhütte, gegossen. Die Sophienhütte in Wetzlar, Deutschland, ist auch heute noch der zentrale Produktionsstandort des Unternehmens.
Im April 2010 gab sich die Unternehmensgruppe, die neben dem Standort Wetzlar auch Vertriebsgesellschaften in der Tschechischen Republik und den Vereinigten Arabischen Emiraten umfasst, den neuen Namen Duktus, der einen engen Bezug zum Produkt (Rohrsysteme (lat. ductus) aus duktilem Gusseisen) herstellt.
Seit Februar 2016 ist Duktus ein Teil der vonRoll infratec AG, Schweiz.
Duktus beschäftigt über 300 Mitarbeiter und erwirtschaftet einen Umsatz von ca. 100 Millionen Euro.
Der Entwicklungsschwerpunkt von Duktus liegt auf dem weltweiten Ausbau des Systemgeschäftes mit innovativen, qualitativ hochwertigen Produkten für Infrastrukturen der Wasserver- und -entsorgung sowie für industrielle Anwendungen.
Duktus ist Mitglied der German Water Partnership, der Fachgemeinschaft Guss-Rohrsysteme (FGR/EADIPS), des Deutschen Vereins des Gas- und Wasserfaches und der Deutschen Vereinigung für Wasserwirtschaft, Abwasser und Abfall.